# Liên Đầm
Liên Đầm là một xã thuộc huyện Di Linh, tỉnh Lâm Đồng, Việt Nam.

## Địa lý
Xã Liên Đầm có diện tích 84,69 km², dân số năm 2022 là 11.647 người, mật độ dân số đạt 137 người/km².

## Lịch sử
Ngày 21 tháng 1 năm 2020, HĐND tỉnh Lâm Đồng ban hành Nghị quyết số 166/NQ-HĐND về việc sáp nhập Thôn 6 vào Thôn 7.